# Chapel Allerton, Somerset
Chapel Allerton är en ort och civil parish i Storbritannien.   Den ligger i grevskapet Somerset och riksdelen England, i den södra delen av landet, 190 km väster om huvudstaden London. Chapel Allerton ligger 21 meter över havet och antalet invånare är 340.
Terrängen runt Chapel Allerton är platt åt sydväst, men åt nordost är den kuperad. Runt Chapel Allerton är det ganska tätbefolkat, med 144 invånare per kvadratkilometer. Trakten runt Chapel Allerton består i huvudsak av gräsmarker.